# Abergwyngregyn

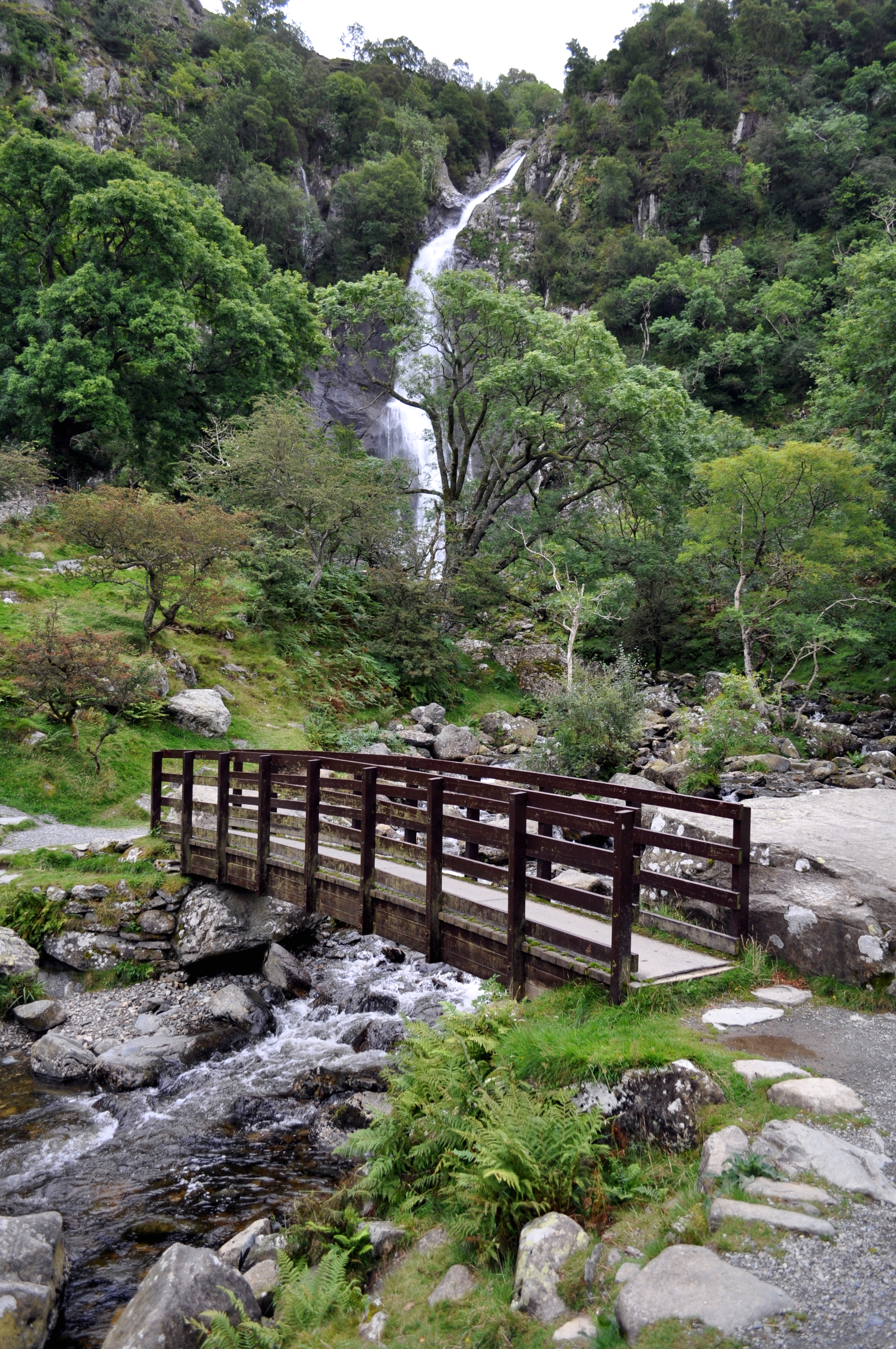
Le Aber Falls, nei pressi di Abergwyngregyn

Abergwyngregyn, noto localmente anche come Aber, è un villaggio con status di community del Galles nord-occidentale, facente parte della contea del Gwynedd (contea tradizionale: Caernarfonshire) e situato lungo il corso del fiume Aber (Afon Aber), ai margini del parco nazionale di Snowdonia nei pressi della costa che si affaccia sul mare d'Irlanda. Conta una popolazione di circa 200 abitanti.
Nota anticamente con il nome Aber Garth Celyn,  era tra il XIII e il XVI secolo la capitale del principato del Galles.

## Geografia fisica
Il villaggio Abergwyngregyn è situato lo stretto di Menai e i margini settentrionali del parco nazionale di Snowdonia, tra le località di Bangor e Llanfairfechan (rispettivament ad est della prima e a nord della seconda).

## Monumenti e luoghi d'interesse

### Architetture civili

#### Pen Y Bryn
Tra gli edifici d'interesse di Abergwyngregyn, figura Pen Y Bryn, un maniero risalente forse agli inizi del XVI secolo.
Il maniero presenta una parte più antica, nota come torre di Llewelly, che risale forse agli inizi del XIII secolo.
All'edificio sono legate numerose leggende.

### Siti archeologici

#### Y Mŵd
Altro punto d'interesse del villaggio è Y Mŵd (o Pen-y-Mŵd), noto anche come castello di Aber o tumulo di Llwellyn, un tumulo di 36 metri di diamentro e di 6,6 metri di altezza, che si suppone possano essere i resti delle fondamenta di un castello normanno, fatto erigere forse intorno al 1090 da Hugh d'Avranches, conte di Chester.

### Aree naturali

#### Aber Falls
Nei pressi del villaggio, si trovano poi le Aber Falls ("cascate dell'Aber"; in gallese: Rhaeadr Fawr), una cascata dell'altezza di 27 metri.

## Società

### Evoluzione demografica
Nel 2018, la popolazione stimata della community di Abergwyngregyn  era pari a 209. 
La community ha conosciuto un decremento demografico rispetto al 2011, quando la popolazione censita era pari a 240 unità (dato che però era in rialzo rispetto al 2001, quando la popolazione censita era pari a 222 unità).